# Anastassija Kondratjewa
Anastassija Kondratjewa (kasachisch Анастасия Кондратьева, englisch Anastassiya Kondratyeva; * 17. Januar 1994 in Schtschutschinsk, Gebiet Aqmola) ist eine kasachische Biathletin, die seit 2017 im Weltcup startet.

## Sportliche Laufbahn
Anastassija Kondratjewa gab ihr internationales Debüt bei den Jugendweltmeisterschaften 2011, im Folgejahr bestritt sie auch die Wettkämpfe bei den Olympischen Jugendspielen. Bis 2014 nahm sie in jedem Jahr an den Jugend- und Juniorenweltmeisterschaften teil, bestes Einzelergebnis wurde Rang 19 im Sprint von Nové Město na Moravě 2014, im selben Jahr ging es mit Galina Wischnewskaja und Alexandra Sassina im Staffelrennen auf den fünften Rang. 2015 nahm sie an der Universiade teil, dasselbe Ereignis bestritt Kondratjewa auch zwei Jahre später. Nach einer mehrjährigen Pause bei IBU-Wettkämpfen nahm die Kasachin an den Sommerbiathlon-Weltmeisterschaften 2017 teil und gab im November des Jahres ihr Debüt im IBU-Cup. Bereits vier Tage später bekam sie ihren ersten Weltcupeinsatz und schloss das Einzelrennen in Östersund auf Rang 95 ab. Auch in Le Grand-Bornand startete Kondratjewa im Sprint, dies war allerdings ihr letzter Auftritt in der Saison. Im Winter 2018/19 war Kondratjewa dann durchgängig Teil des Weltcupteams. In Hochfilzen erreichte sie mit Rang 54 im Sprint zum ersten und einzigen Mal in der Karriere einen Verfolger auf der höchsten Rennebene, weiterhin nahm sie an den Weltmeisterschaften 2019 teil. Zu Beginn der Folgesaison erzielte sie in Östersund mit dem 34. Rang im Einzel überraschend Weltcuppunkte, konnte das Ergebnis aber im Saisonverlauf nicht bestätigen. Zur Saison 2020/21 verbesserte sich die Kasachin zwar klar im Schießen, büßte dafür aber im Laufen deutliche Prozente ein. An den Weltmeisterschaften nahm sie erneut teil, mit der Frauenstaffel ging es in Antholz als bestes Saisonergebnis auf Rang 14. Im Winter 2021/22 lief Kondratjewa teilweise wieder im IBU-Cup und wurde auf dieser Ebene bei den Europameisterschaften 32. im Sprint und 25. im Verfolgungsrennen, für die Olympischen Spiele wurde sie nicht berücksichtigt. Auch 2022/23 steigerte sich die Kasachin nicht auf der Loipe, sodass sie sich in fast jedem Rennen außerhalb der besten 80 platzierte. Beste Saisonergebnisse waren zwei 66. Plätze, darunter im Einzel der Weltmeisterschaften. Seit Anfang 2024 hat sie an keinem internationalen Wettkampf teilgenommen.

## Statistiken

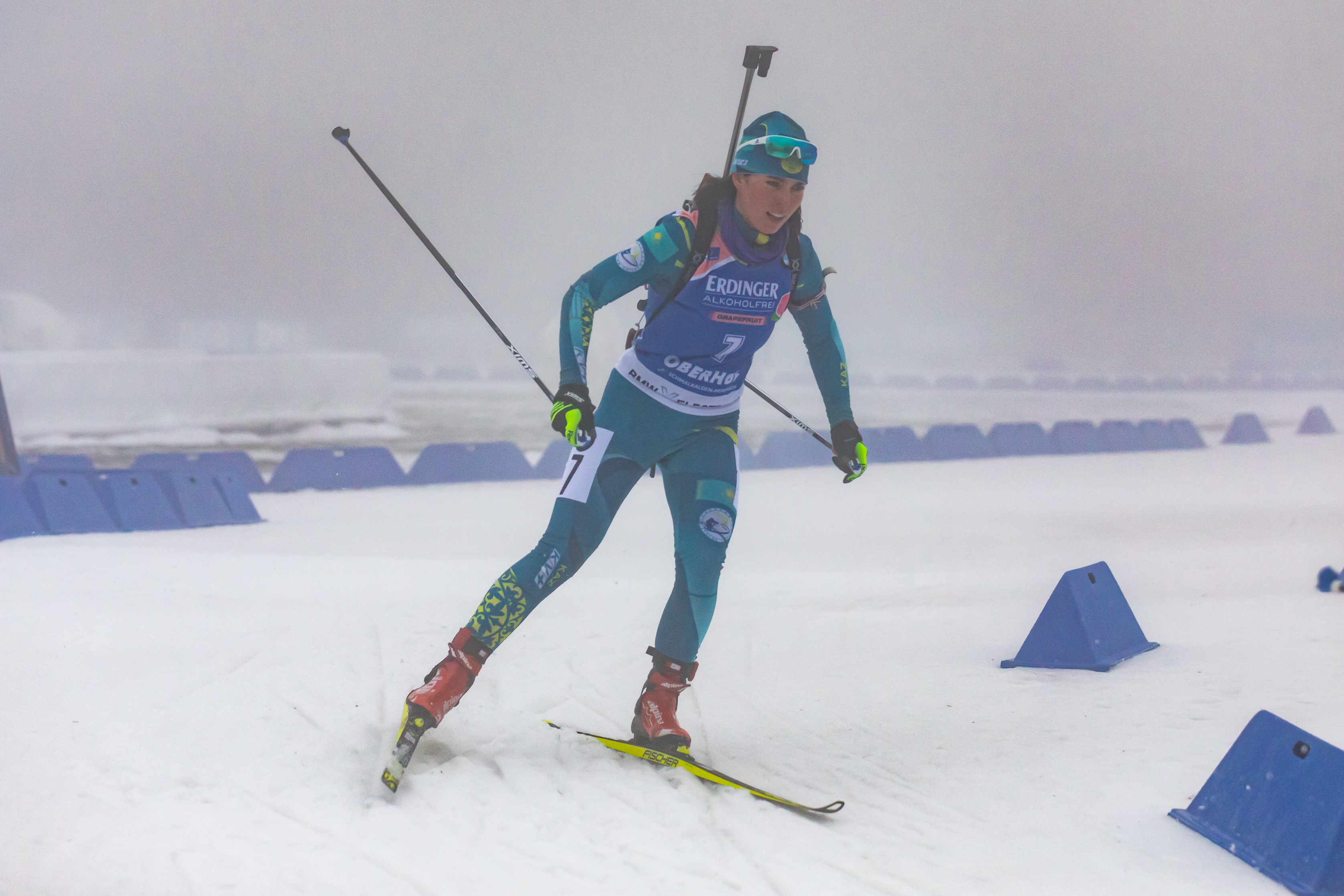
Kondratjewa 2020 in Oberhof während des Sprints

### Weltcupplatzierungen
Die Tabelle zeigt alle Platzierungen (je nach Austragungsjahr einschließlich Olympische Spiele und Weltmeisterschaften).
- 1.–3. Platz: Anzahl der Podiumsplatzierungen
- Top 10: Anzahl der Platzierungen unter den ersten zehn (einschließlich Podium)
- Punkteränge: Anzahl der Platzierungen innerhalb der Punkteränge (einschließlich Podium und Top 10)
- Starts: Anzahl gelaufener Rennen in der jeweiligen Disziplin
- Staffel: inklusive Mixed- und Single-Mixed-Staffeln

| Platzierung               | Einzel | Sprint | Verfolgung | Massenstart | Staffel | Gesamt |
| ------------------------- | ------ | ------ | ---------- | ----------- | ------- | ------ |
| 1. Platz                  |        |        |            |             |         |        |
| 2. Platz                  |        |        |            |             |         |        |
| 3. Platz                  |        |        |            |             |         |        |
| Top 10                    |        |        |            |             |         |        |
| Punkteränge               | 1      |        |            |             | 30      | 31     |
| Starts                    | 13     | 37     | 1          |             | 30      | 81     |
| Stand: Saisonende 2023/24 |        |        |            |             |         |        |

### Weltcupwertungen
Ergebnisse bei Weltcups (Disziplinen- und Gesamtweltcup) gemäß Punktesystem.
| Saison  | Einzel | Einzel | Sprint | Sprint | Verfolgung | Verfolgung | Massenstart | Massenstart | Gesamt | Gesamt |
| Saison  | Platz  | Punkte | Platz  | Punkte | Platz      | Punkte     | Platz       | Punkte      | Platz  | Punkte |
| ------- | ------ | ------ | ------ | ------ | ---------- | ---------- | ----------- | ----------- | ------ | ------ |
| 2019/20 | 60.    | 7      | –      | –      | –          | –          | –           | –           | 90.    | 7      |

### Biathlon-Weltmeisterschaften
Ergebnisse bei den Weltmeisterschaften:
| Weltmeisterschaften | Weltmeisterschaften | Einzelwettbewerbe | Einzelwettbewerbe | Einzelwettbewerbe | Einzelwettbewerbe | Staffelwettbewerbe | Staffelwettbewerbe | Staffelwettbewerbe |
| Jahr                | Ort                 | Einzel            | Sprint            | Verfolgung        | Massenstart       | Damenstaffel       | Mixedstaffel       | S.-M.-Staffel      |
| ------------------- | ------------------- | ----------------- | ----------------- | ----------------- | ----------------- | ------------------ | ------------------ | ------------------ |
| 2019                | Östersund           | DNS               | 92.               | –                 | –                 | 18.                | –                  | –                  |
| 2020                | Antholz             | 85.               | 74.               | –                 | –                 | 18.                | –                  | –                  |
| 2021                | Pokljuka            | –                 | 94.               | –                 | –                 | 20.                | –                  | –                  |
| 2023                | Oberhof             | 66.               | 76.               | –                 | –                 | –                  | 26.                | –                  |

### Jugend-/Juniorenweltmeisterschaften

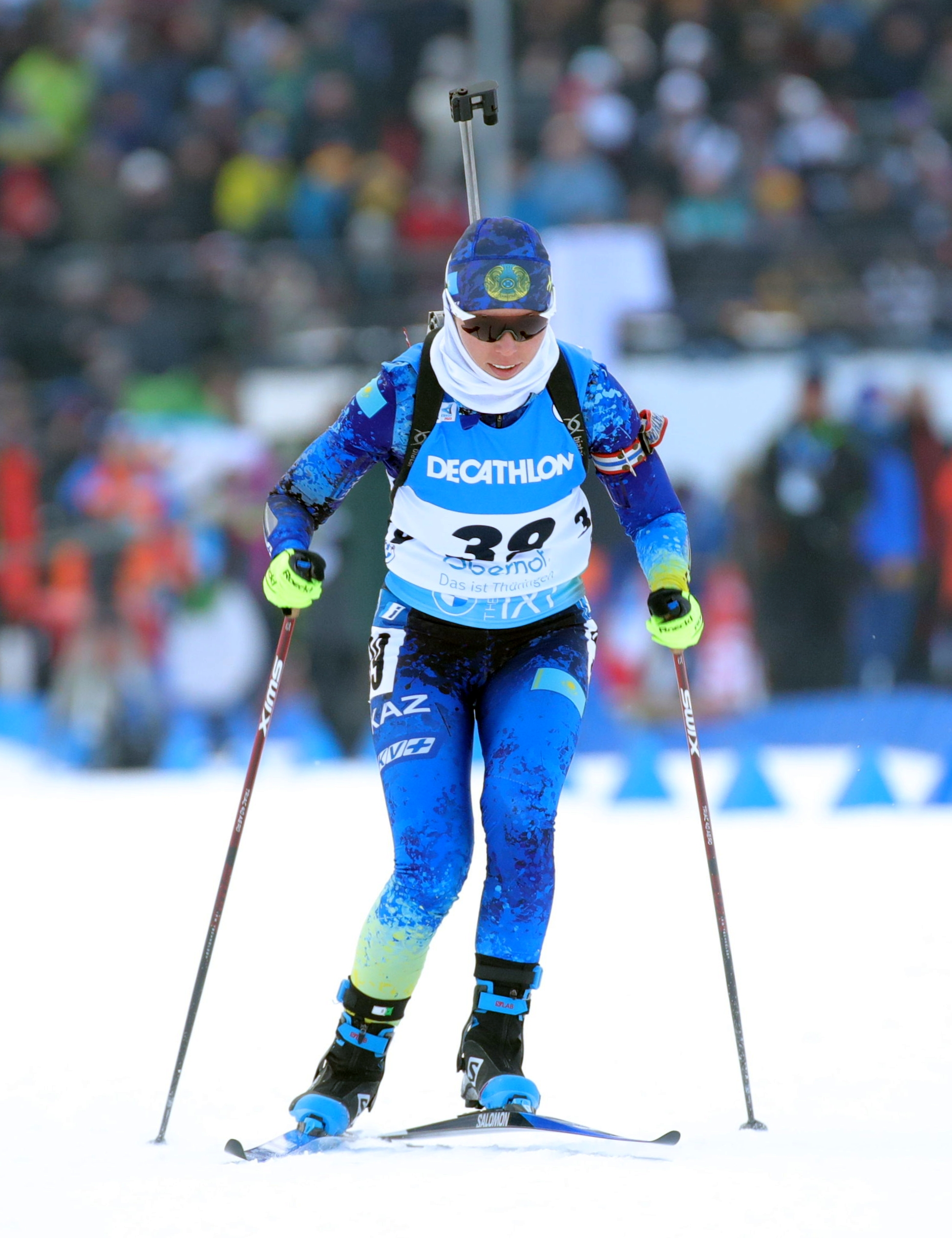
Kondratjewa bei der WM 2023

Kondratjewa nahm bis 2013 an den Jugend- und 2014 an den Juniorenwettkämpfen teil.
| Weltmeisterschaften | Weltmeisterschaften | Einzelwettbewerbe | Einzelwettbewerbe | Einzelwettbewerbe | Damenstaffel |
| Jahr                | Ort                 | Einzel            | Sprint            | Verfolgung        | Damenstaffel |
| ------------------- | ------------------- | ----------------- | ----------------- | ----------------- | ------------ |
| 2011                | Nové Město          | 49.               | 57.               | 59.               | –            |
| 2012                | Kontiolahti         | 55.               | 29.               | 38.               | 6.           |
| 2013                | Obertilliach        | 49.               | 32.               | 27.               | 12.          |
| 2014                | Presque Isle        | 22.               | 19.               | 34.               | 5.           |